# Dioncomena bulla
Dioncomena bulla är en insektsart som beskrevs av David R. Ragge 1980. Dioncomena bulla ingår i släktet Dioncomena och familjen vårtbitare. Inga underarter finns listade i Catalogue of Life.